# Contea di Oxford (Ontario)
La contea di Oxford è una suddivisione dell'Ontario in Canada, nella regione dell'Ontario sudoccidentale, con lo status di municipalità regionale. Al 2006 contava una popolazione di 102 756 abitanti. Il suo capoluogo è Woodstock.